# Discocyrtus
Discocyrtus is een geslacht van hooiwagens uit de familie Gonyleptidae.
De wetenschappelijke naam Discocyrtus is voor het eerst geldig gepubliceerd door Holmberg in 1878. 

## Soorten
Discocyrtus omvat de volgende 75 soorten:
- Discocyrtus affinis
- Discocyrtus alticola
- Discocyrtus antiquus
- Discocyrtus areolatus
- Discocyrtus armatissimus
- Discocyrtus banhado
- Discocyrtus boraceae
- Discocyrtus bos
- Discocyrtus brevifemur
- Discocyrtus bucki
- Discocyrtus calcarifer
- Discocyrtus canalsi
- Discocyrtus carvalhoi
- Discocyrtus catharinensis
- Discocyrtus cervus
- Discocyrtus clarus
- Discocyrtus confusus
- Discocyrtus cornutus
- Discocyrtus coronatus
- Discocyrtus coxalis
- Discocyrtus crenulatus
- Discocyrtus curvipes
- Discocyrtus dilatatus
- Discocyrtus dubius
- Discocyrtus elegantulus
- Discocyrtus emydeus
- Discocyrtus fazi
- Discocyrtus fimbriatus
- Discocyrtus flavigranulatus
- Discocyrtus goodnighti
- Discocyrtus goyazius
- Discocyrtus granulatus
- Discocyrtus guarauna
- Discocyrtus guttatus
- Discocyrtus hamatus
- Discocyrtus heteracanthus
- Discocyrtus iguapei
- Discocyrtus infelix
- Discocyrtus invalidus
- Discocyrtus langei
- Discocyrtus latus
- Discocyrtus leonardosi
- Discocyrtus lisei
- Discocyrtus littoralis
- Discocyrtus longicornis
- Discocyrtus longispinus
- Discocyrtus magnicalcar
- Discocyrtus melanacanthus
- Discocyrtus milloti
- Discocyrtus moraesianus
- Discocyrtus niger
- Discocyrtus nigerrimus
- Discocyrtus nigrolineatus
- Discocyrtus nigrosulcatus
- Discocyrtus oliverioi
- Discocyrtus orientalis
- Discocyrtus pectinifemur
- Discocyrtus perfidus
- Discocyrtus pertenuis
- Discocyrtus pizai
- Discocyrtus prospicuus
- Discocyrtus rarus
- Discocyrtus rectipes
- Discocyrtus semipartitus
- Discocyrtus serrifemur
- Discocyrtus simplex
- Discocyrtus singularis
- Discocyrtus spinifemur
- Discocyrtus subinermis
- Discocyrtus tenuis
- Discocyrtus terezopolis
- Discocyrtus testudineus
- Discocyrtus vegetus
- Discocyrtus vestitus
- Discocyrtus wygodzinskyi